# Clàssica de Sant Sebastià 2000
La Clàssica de Sant Sebastià 2000, 20a edició de la Clàssica de Sant Sebastià, és una cursa ciclista que es va disputar el 12 d'agost de 2000. El vencedor final fou el neerlandès Erik Dekker, de l'equip Rabobank ProTeam, seguit pel belga Andrei Txmil i el letó Romāns Vainšteins.

## Classificació general
|    | Ciclista                             | Equip                   | Temps      |
| -- | ------------------------------------ | ----------------------- | ---------- |
| 1  | Erik Dekker (NED)                    | Rabobank ProTeam        | 5h 16' 01" |
| 2  | Andrei Txmil (BEL)                   | Lotto-Adecco            | + 04"      |
| 3  | Romāns Vainšteins (LAT)              | Vini Caldirola-Sidermec | m. t.      |
| 4  | Paolo Bettini (ITA)                  | Mapei-Quick Step        | m. t.      |
| 5  | Oscar Freire (ESP)                   | Mapei-Quick Step        | m. t.      |
| 6  | David Cañada (ESP)                   | ONCE                    | m. t.      |
| 7  | Davide Rebellin (ITA)                | Liquigas-Pata           | m. t.      |
| 8  | Andrei Kivilev (KAZ)                 | AG2R-Décathlon          | m. t.      |
| 9  | Miguel Ángel Martín Perdiguero (ESP) | Vitalicio Seguros       | m. t.      |
| 10 | Peter Farazijn (BEL)                 | Cofidis                 | m. t.      |